# Isthmiella
Isthmiella — рід грибів родини Rhytismataceae. Назва вперше опублікована 1967 року.

## Класифікація
Згідно з базою MycoBank до роду Isthmiella відносять 4 офіційно визнаних вида:
- Isthmiella abietis
- Isthmiella crepidiformis
- Isthmiella faullii
- Isthmiella quadrispora